# Dalila, la guardiana del monte
Dalila, la guardiana del monte es un cortometraje peruano de ficción de 18 minutos estrenado en 2018 y dirigido por la cineasta Lupe Benites. En 2018 ganó el Concurso Nacional de Cortometraje del Ministerio de Cultura del Perú.

## Sinopsis
Dalila, niña de una comunidad en la selva peruana en San Martín, descubre a un grupo de traficantes de tierras que tienen siniestras intenciones. Dalia toma la decisión de buscar la verdad recurriendo a sus amigos, profesora y abuela.

## Reparto
Los actores que participaron en esta película son:
- Carlos Jesús Elezano Córdova
- Katherine Margot Elezano Córdova
- Mercedes Sinarahua Tuanama
- Aldo Ruiz

## Historia
En 2018 ganó el Concurso Nacional de Cortometrajes del Ministerio de Cultura del Perú. Los jurados realizaron la siguiente apreciación:
El relato está guiado con un espíritu amable, a través de la perespectiva de Dalila, una niña de la selva de San Martín quien nos muestra su universo cotidiano: la casa, el bosque, la escuela y la fauna. Narrado fluidamente como una fábula, destacamos la temática abordada sobre la protección del medio ambiente y el buen nivel fotográfico, de música y de sonido. El concepto se beneficia de una puesta en escena sencilla pero efectiva ayudada por unos personajes bien delineados y que cumplen su función narrativa.
En 2020 el cortometraje ganó el premio al mejor cortometraje en el IV Festival socio ambiental "Viviendo Cine" en Perú.
En 2021 la película estuvo disponible de forma gratuita durante dos semanas en noviembre en toda Latinoamérica a través de la plataforma de streaming Retina Latina.
En 2023 obtuvo una mención de honor en el Festival de Cine Infantil de Macao.
Junto al largometraje Hija de la laguna de Ernesto Cabellos, el cortometraje fue seleccionado para representar a Perú en un ciclo de cine ambiental organizado por el Grupo de Cultura de la Alianza del Pacífico, presentándose luego en Chile, Colombia y México. También se ha presentado en muestras en Argentina, España y Venezuela.

## Premios y reconocimientos
| Año  | Premio / Festival                                                     | Categoría                                | Resultado | Ref.   |
| ---- | --------------------------------------------------------------------- | ---------------------------------------- | --------- | ------ |
| 2018 | Concurso Nacional de Cortometrajes del Ministerio de Cultura del Perú |                                          | Ganadora  | [ 2 ]  |
| 2020 | IV Festival socio ambiental "Viviendo Cine"                           | Premio del Mejor Cortometraje Nacional   | Ganadora  | [ 13 ] |
| 2023 | Festival de Cine Infantil de Macao                                    | Mención de Honor en Películas Infantiles | Ganadora  | [ 8 ]  |